# George Livanos
George Livanos (* 9. August 1926 in New Orleans; † 1. Juni 1997 in Athen) war ein griechischer Reeder.

## Leben
George Livanos besaß sowohl die griechische als auch die US-amerikanische Staatsbürgerschaft. Er diente nach dem Zweiten Weltkrieg in der US-Army in Japan und in Korea. Er war mit Fotini Carras verheiratet und hatte einen Sohn, Peter Livanos, und eine Tochter. Livanos starb im Alter von 70 Jahren in Athen.

### Geschäftsleben
In den 1950er Jahren ging Livanos nach Griechenland und stieg in die Reederei ein, die sein Vater und sein Onkel dort gegründet hatten.
Ende der 1960er Jahre initiierte er eine Baureihe von Mehrzweck-Küstenschiffen mit geringem Tiefgang, den Mini-Typ.
1994 zog er sich aus dem Geschäftsleben zurück und übergab die Führung seines Unternehmens seinem Sohn Peter Livanos. Im Jahr seines Todes umfasste die Flotte seines Unternehmens Ceres Hellenic Shipping Enterprises Ltd. 91 Schiffe mit einer Transportkapazität von zusammen 4,6 Mio. Tonnen, sie war damit die größte Handelsschiffflotte Griechenlands.
Durch seine Schwestern Eugenia, die Stavros Niarchos zweimal heiratete und Tina, die Aristoteles Onassis heiratete und später nach dem Tod Eugenias Ehefrau von Stavros Niarchos wurde, war er mit zwei großen Reedern Griechenlands verschwägert.